# Wii-serie
De Wii-serie is een serie van Wii- en Wii U-spellen waarin de Mii's de hoofdrol spelen. De serie bestaat sinds 2006 en vindt zijn oorsprong op de Wii. De eerste twee spellen uit de serie heten Wii Sports en Wii Play.

## Spellen

### Wii
- Wii Sports (8 december 2006)
- Wii Play (8 december 2006)
- Wii Chess (18 januari 2008)
- Wii Fit (25 april 2008)
- Wii Music (14 november 2008)
- Wii Sports Resort (24 juli 2009)
- Wii Fit Plus (30 oktober 2009)
- Wii Party (8 oktober 2010)
- Wii Play: Motion (24 juni 2011)

### Wii U
- Wii Street U (14 februari 2013)
- Wii U Panorama View (27 april 2013)
- Wii Party U (25 oktober 2013)
- Wii Fit U (1 november 2013)
- Wii Sports Club (7 november 2013)
- Wii Karaoke U (Nader te bepalen)

## Trivia
- Wii Chess is het enige spel uit de serie waarbij de speler niet met de Mii-personages kan spelen.
- Wii Sports is het bestverkochte spel uit de serie met ruim 81 miljoen verkochte exemplaren.
- Enkel in Wii U Panorama View en Wii Sports Club kan de speler extra content kopen.
- Wii Sports Club, Wii U Panorama View, Wii Karaoke U en Wii Street U zijn alleen verkrijgbaar als downloadtitel.
- In Wii Sports Club en Wii Karaoke U is er de mogelijkheid om een dagkaart te kiezen, de speler kan dan een dag lang onbeperkt spelen. Ook kan hij in Wii Karaoke U een maand- en kwartaalkaart nemen. Bij Wii Sports Club kan men de spellen kopen om ze onbeperkt te kunnen spelen.
- De meeste spellen uit de serie zijn in een pakket uitgebracht:
  - Wii Sports, Wii Sports Resort en Wii Party zijn verkocht in een pakket samen met de Wii.
  - Wii Sports Resort is verkocht in een pakket met een WiiMotion Plus.
  - Wii Fit en Wii Fit Plus zijn verkocht in een pakket samen met het Wii Balance Board.
  - Wii Play is verkocht in een pakket samen met een Wii Remote.
  - Wii Play: Motion is verkocht in een pakket samen met de Wii Remote Plus.